# Сан Костантино (Потенца)
Сан Костантино (итал. San Costantino) је насеље у Италији у округу Потенца, региону Базиликата.
Према процени из 2011. у насељу је живело 274 становника. Насеље се налази на надморској висини од 558 м.